# ジュゴンの見える丘
「ジュゴンの見える丘」（ジュゴンのみえるおか）は、Coccoの14枚目のシングルである。

## 概要
- タイトル曲は、2007年6月に沖縄県名護市大浦湾に現れた2頭の親子のジュゴンに捧げられた歌[1]。同年の「LIVE EARTH」で初披露された。
- 発売当初は沖縄地区および通信販売のみで限定発売された。沖縄での大きな反響を受け、後にCD未発表音源を追加収録した全国盤として発売された。

## 収録曲

### 沖縄限定盤
1. ジュゴンの見える丘
2. ジュゴンの見える丘（カラオケ）

### 全国盤
1. ジュゴンの見える丘
  - 作詞・作曲：Cocco
2. Never ending journey（Radio edit）
  - 作詞・作曲：Cocco
3. Heaven's hell（LIVE at NHK『夏うた』）
  - 作詞・作曲：Cocco
4. お菓子と娘（Radio Session at FM802）
  - 作詞：西條八十／作曲：橋本国彦

## 収録アルバム
ジュゴンの見える丘
- ベスト『ザ・ベスト盤』　(2011年8月15日)

Never ending journey
- オリジナル『きらきら』　(2007年7月25日)

Heaven's hell
- ベスト『ザ・ベスト盤』　(2011年8月15日)　※初回限定盤のみに収録

お菓子と娘
- オリジナル『きらきら』　(2007年7月25日)

## タイアップ
ジュゴンの見える丘
- テレビ朝日系『人魚の棲む海〜ジュゴンと生きる沖縄の人々〜』テーマ曲

## メディア出演

### テレビ
ジュゴンの見える丘
- 2007年9月14日　琉球朝日放送『ステーションQ』
- 2007年12月7日　テレビ朝日系『ミュージックステーション』
- 2011年3月25日　テレビ朝日系『ミュージックステーション』

Heaven's hell
- 2007年8月14日　NHK総合テレビ『夏うた2007〜LOVE PEACE, LOVE HOME〜』

### ラジオ
ジュゴンの見える丘
- 2007年9月14日　FM沖縄『Radio dub』